# IRILL
L'Initiative pour la Recherche et l'Innovation sur le Logiciel Libre, IRILL, est un laboratoire de recherche français.
Ce centre a été créé en septembre 2010 par l'INRIA avec l'Université Pierre-et-Marie-Curie et l'Université Paris VII - Diderot et localisé dans le Campus de Jussieu à Paris. Il a été initialement dirigé par Roberto Di Cosmo, Emmanuel Chailloux est le directeur actuel.
IRILL vise à fournir des ressources pour des acteurs du logiciel libre comme des chercheurs, des développeurs ou des industriels. Le centre aide aussi au transfert technologique vers des petites et moyennes entreprises tout en améliorant la manière dont les développements FLOSS sont réalisés et enseignés.
Trois projets sont hébergés par IRILL au moment de sa création :
- MANCOOSI (MANaging the COmplexity of the Open Source Infrastructure)
- Coccinelle (logiciel)
- Ocsigen.

IRILL est aussi impliqué dans des projets majeurs comme GCC, Debian, Scilab ou OCaml.
L'IRILL organise régulièrement des conférences majeures dans ses locaux comme la rencontre des hackers GNU du 25 au 28 août 2011 ou la première conférence LibreOffice .